# بجگوئیه
بجگوئیه، روستایی در دهستان جغین شمالی بخش جغین شهرستان رودان در استان هرمزگان ایران است.

## جمعیت
بر پایه سرشماری عمومی نفوس و مسکن در سال ۱۳۹۵، جمعیت این روستا برابر با ۱٬۲۰۵ نفر (۳۲۱ خانوار) بوده‌است.